# Giulia Ferrandi
Giulia Ferrandi (Bergamo, 30 settembre 1992) è una calciatrice ed ex giocatrice di calcio a 5 italiana, di ruolo centrocampista.

## Carriera

### Gli esordi all'Atalanta
Cresciuta nella primavera dell'Atalanta, esordisce con la formazione orobica in Serie A il 6 ottobre 2007, contro il Tavagnacco.
In due anni e mezzo, colleziona poco più di 31 presenze, senza però marcare reti, ma conquistando le prime convocazioni in Nazionale under-17.

### I successi al Brescia

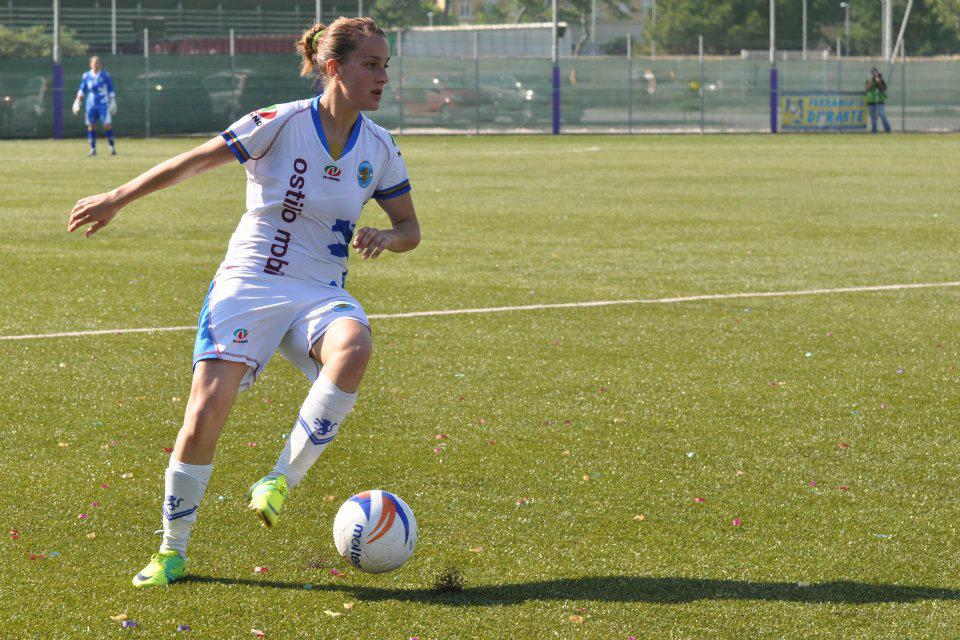
Giulia Ferrandi con la maglia del Brescia nel 2012.

Nel mercato invernale della stagione 2009/2010, passa al Brescia, con la cui maglia esordisce il 5 dicembre 2009, ancora contro il Tavagnacco. Trova la sua prima rete in Serie A il 16 gennaio 2010, contro la Lazio CF. Sempre contro la Lazio, sigla la sua prima rete casalinga il 1º maggio 2010, nella gara di ritorno. Segna invece la sua prima, ed unica, doppietta il 3 dicembre 2011 contro il Mozzanica.
Con la maglia delle Leonesse vince anche una Coppa Italia, disputando tutte le partite e fornendo anche l'assist decisivo a Daniela Sabatino nel 3-2 finale sul Napoli nella finalissima di Ostia. Pochi mesi dopo, disputa anche la Supercoppa Italiana, persa 2-1 contro la Torres.
Il 17 novembre 2012, nel pieno della sua maturazione calcistica, subisce un tremendo infortunio al 22' minuto di Brescia-Grifo Perugia: due giorni dopo, gli esami specialistici accertano la rottura del legamento crociato del ginocchio sinistro. I tempi di recupero sono tali che la stagione si chiude praticamente a metà novembre. A fine stagione decide, a sorpresa, di lasciare il calcio giocato.

### Il passaggio alla Lupe
Dopo poco più di un anno dal suo infortunio, il 10 dicembre 2013 viene annunciato il suo ingaggio dalla Lupe, squadra di calcio a 5 che milita in Serie A. Esordisce in campionato il 15 dicembre 2013 contro l'Isolotto Firenze, segnando anche la sua prima rete in maglia patavina. Il 16 febbraio 2014 realizza la sua prima tripletta contro il Torino. Il 30 marzo 2014, contro il Perugia, segna invece il suo primo poker di reti. Il 18 gennaio 2015 mette a segno una sestina sul campo del Plavan Robbio. Segna un nuovo poker di reti il 22 marzo 2015, contro lo Sporteam I.G.VI.

### Il ritorno al calcio a 11
Lasciato il calcio a 5, il 9 settembre 2015 viene ingaggiata dal West Ham, dove nel campionato di FA Women's Premier League Southern Division colleziona 8 presenze e segna due reti. La prima il 24 settembre nella vittoria esterna per 3-2 sul C&K Basildon, la seconda l'8 novembre su rigore nel 2-2 contro il Brighton & Hove. A fine stagione si trasferisce al Watford, iscritto al campionato di FA Women's Super League 2, con cui esordisce il 16 maggio 2016 contro il London Bees. Il 17 luglio segna la sua prima rete nel 3-2 sull'Oxford United..
Il 9 novembre 2016 ha firmato un contratto con la Fiorentina, tornando dopo tre anni a giocare nel campionato di Serie A. Dopo aver vinto campionato e coppa Italia, si trasferisce in Serie B femminile al Florentia S.G., con cui esordisce in campionato il 17 settembre, segnando anche una rete. Con le compagne condivide la stagione 2017-2018 che vede la squadra protagonista del girone A di Serie B, prima vincitrice del girone, imbattuta con 24 vittorie e 4 pareggi e vede conquistare l'accesso alla Serie A nello spareggio promozione ai danni della Roma CF.
Nell'estate del 2020, passa al Pomigliano, squadra che partecipa al campionato di Serie B, contribuendo a far disputare alla squadra un campionato di vertice che, pur con il sorpasso della Lazio, terminato al secondo posto consente la promozione in Serie A. Rimasta in organico con la squadra campana per la prima parte della stagione 2021-2022, durante la sessione invernale di calciomercato decide di lasciare la società trasferendosi alla Lazio, chiudendo così la stagione con la maglia biancoceleste.
Nel corso della sessione estiva di calciomercato 2023 viene annunciato il suo trasferimento alla Lazio, in Serie B, per la stagione entrante. La squadra verrà promossa in massima serie, ma Ferrandi non sarà riconfermata per la stagione successiva.

### Nazionale
Con la maglia dell'Atalanta conquista prima la nazionale under-17 e poi quella Under-19, con la quale disputerà tutte le gare dell'Europeo 2009 di categoria, comprese le qualificazioni.
Il 24 gennaio 2015 viene convocata per la prima volta dalla Nazionale italiana femminile di calcio a 5.

## Statistiche

### Presenze e reti nei club
Aggiornato al 14 maggio 2022.

#### Calcio a 11
| Stagione          | Squadra           | Campionato        | Campionato | Campionato | Coppe nazionali | Coppe nazionali | Coppe nazionali | Altre competizioni | Altre competizioni | Altre competizioni | Totale | Totale |
| Stagione          | Squadra           | Comp              | Pres       | Reti       | Comp            | Pres            | Reti            | Comp               | Pres               | Reti               | Pres   | Reti   |
| ----------------- | ----------------- | ----------------- | ---------- | ---------- | --------------- | --------------- | --------------- | ------------------ | ------------------ | ------------------ | ------ | ------ |
| 2007-2008         | Atalanta          | A                 | 4          | 0          | CI              | 0               | 0               | -                  | -                  | -                  | 4      | 0      |
| 2008-2009         | Atalanta          | A                 | 19         | 0          | CI              | 2               | 0               | -                  | -                  | -                  | 21     | 0      |
| 2009-dic.2009     | Atalanta          | A                 | 5          | 0          | CI              | 1               | 0               | -                  | -                  | -                  | 6      | 0      |
| Totale Atalanta   | Totale Atalanta   | Totale Atalanta   | 28         | 0          | -               | 3               | 0               | -                  |                    | -                  | 31     | 0      |
| dic.2009-2010     | Brescia           | A                 | 16         | 3          | CI              | 0               | 0               | -                  | -                  | -                  | 16     | 3      |
| 2010-2011         | Brescia           | A                 | 25         | 5          | CI              | 3               | 0               | -                  | -                  | -                  | 28     | 5      |
| 2011-2012         | Brescia           | A                 | 26         | 11         | CI              | 6               | 0               | -                  | -                  | -                  | 32     | 11     |
| 2012-2013         | Brescia           | A                 | 7          | 1          | CI              | 0               | 0               | SI                 | 1                  | 0                  | 8      | 1      |
| Totale Brescia    | Totale Brescia    | Totale Brescia    | 74         | 20         | -               | 9               | 0               | -                  | 1                  | 0                  | 84     | 20     |
| 2015              | West Ham          | Southern Division | 8          | 2          | -               | -               | -               | -                  | -                  | -                  | -      | -      |
| 2016              | Watford           | WSL 2             | 6          | 1          | -               | -               | -               | -                  | -                  | -                  | -      | -      |
| 2016-2017         | Fiorentina        | A                 | 8          | 0          | CI              | 1               | 1               | -                  | -                  | -                  | 9      | 1      |
| 2017-2018         | Florentia         | B                 | 4          | 1          | CI              | 2               | 0               | -                  | -                  | -                  | 6      | 1      |
| 2018-2019         | Florentia         | A                 | 16         | 0          | CI              | 1               | 0               | -                  | -                  | -                  | 17     | 0      |
| Totale Florentia  | Totale Florentia  | Totale Florentia  | 20         | 1          | -               | 3               | 0               | -                  | -                  | -                  | 23     | 1      |
| 2020-2021         | Pomigliano        | B                 | 14         | 2          | CI              | 2               | 0               | -                  | -                  | -                  | 16     | 2      |
| lug.-dic. 2021    | Pomigliano        | A                 | 8          | 0          | CI              | 1               | 1               | -                  | -                  | -                  | 9      | 1      |
| Totale Pomigliano | Totale Pomigliano | Totale Pomigliano | 22         | 2          | -               | 3               | 1               | -                  | -                  | -                  | 25     | 3      |
| gen.-giu. 2022    | Lazio             | A                 | 11         | 4          | CI              | 0               | 0               | -                  | -                  | -                  | 11     | 4      |
| 2022-2023         | Napoli            | B                 | 27         | 5          | CI              | 2               | 0               | -                  | -                  | -                  | 29     | 5      |
| 2023-2024         | Lazio             | B                 | 20         | 5          | CI              | 1               | 0               | -                  | -                  | -                  | 21     | 5      |
| Totale Lazio      | Totale Lazio      | Totale Lazio      | 31         | 9          | -               | 1               | 0               | -                  | -                  | -                  | 32     | 9      |
| Totale carriera   | Totale carriera   | Totale carriera   | 224        | 40         | -               | 22              | 2               | -                  | 1                  | 0                  | 247    | 42     |

#### Calcio a 5
| Stagione        | Squadra         | Campionato      | Campionato | Campionato | Coppe nazionali | Coppe nazionali | Coppe nazionali | Totale | Totale |
| Stagione        | Squadra         | Comp            | Pres       | Reti       | Comp            | Pres            | Reti            | Pres   | Reti   |
| --------------- | --------------- | --------------- | ---------- | ---------- | --------------- | --------------- | --------------- | ------ | ------ |
| 2013-2014       | Lupe            | A               | 16         | 15         | -               | -               | -               | 16     | 15     |
| 2014-2015       | Lupe            | A               | 24+2       | 23+0       | -               | -               | -               | 26     | 23     |
| Totale Lupe     | Totale Lupe     | Totale Lupe     | 42         | 38         | -               |                 | -               | 42     | 38     |
| Totale carriera | Totale carriera | Totale carriera | 42         | 38         | -               |                 | -               | 42     | 38     |

### Cronologia delle presenze e delle reti in Nazionale
| Cronologia completa delle presenze e delle reti in nazionale ― Italia under 19 | Cronologia completa delle presenze e delle reti in nazionale ― Italia under 19 | Cronologia completa delle presenze e delle reti in nazionale ― Italia under 19 | Cronologia completa delle presenze e delle reti in nazionale ― Italia under 19 | Cronologia completa delle presenze e delle reti in nazionale ― Italia under 19 | Cronologia completa delle presenze e delle reti in nazionale ― Italia under 19 | Cronologia completa delle presenze e delle reti in nazionale ― Italia under 19 | Cronologia completa delle presenze e delle reti in nazionale ― Italia under 19 |
| Data                                                                           | Città                                                                          | In casa                                                                        | Risultato                                                                      | Ospiti                                                                         | Competizione                                                                   | Reti                                                                           | Note                                                                           |
| ------------------------------------------------------------------------------ | ------------------------------------------------------------------------------ | ------------------------------------------------------------------------------ | ------------------------------------------------------------------------------ | ------------------------------------------------------------------------------ | ------------------------------------------------------------------------------ | ------------------------------------------------------------------------------ | ------------------------------------------------------------------------------ |
| 23-04-2009                                                                     | Altbüron                                                                       | Italia under 19                                                                | 0 – 3                                                                          | Svizzera under 19                                                              | Qual. Europeo under 19 2009                                                    | 0                                                                              |                                                                                |
| 25-04-2009                                                                     | Altbüron                                                                       | Italia under 19                                                                | 4 – 0                                                                          | Romania under 19                                                               | Qual. Europeo under 19 2009                                                    | 0                                                                              |                                                                                |
| 28-04-2009                                                                     | Brunnen                                                                        | Paesi Bassi under 19                                                           | 1 – 1                                                                          | Italia under 19                                                                | Qual. Europeo under 19 2009                                                    | 0                                                                              |                                                                                |
| 19-09-2009                                                                     | Dobrič                                                                         | Italia under 19                                                                | 6 – 0                                                                          | Bulgaria under 19                                                              | Qual. Europeo under 19 2010                                                    | 0                                                                              |                                                                                |
| 21-09-2009                                                                     | Albena                                                                         | Irlanda del Nord under 19                                                      | 0 – 6                                                                          | Italia under 19                                                                | Qual. Europeo under 19 2010                                                    | 0                                                                              |                                                                                |
| 24-09-2009                                                                     | Albena                                                                         | Italia under 19                                                                | 2 – 0                                                                          | Scozia under 19                                                                | Qual. Europeo under 19 2010                                                    | 0                                                                              |                                                                                |
| 27-03-2010                                                                     | Maasmechelen                                                                   | Italia under 19                                                                | 3 – 0                                                                          | Ucraina under 19                                                               | Qual. Europeo under 19 2010                                                    | 0                                                                              |                                                                                |
| 29-03-2010                                                                     | Beringen                                                                       | Italia under 19                                                                | 3 – 1                                                                          | Bosnia ed Erzegovina under 19                                                  | Qual. Europeo under 19 2010                                                    | 0                                                                              |                                                                                |
| 01-04-2010                                                                     | Maasmechelen                                                                   | Belgio under 19                                                                | 1 – 5                                                                          | Italia under 19                                                                | Qual. Europeo under 19 2010                                                    | 0                                                                              |                                                                                |
| 24-05-2010                                                                     | Kumanovo                                                                       | Germania under 19                                                              | 4 – 1                                                                          | Italia under 19                                                                | Europeo under 19 2010 - Fase a gironi                                          | 0                                                                              |                                                                                |
| 27-05-2010                                                                     | Kumanovo                                                                       | Inghilterra under 19                                                           | 2 – 1                                                                          | Italia under 19                                                                | Europeo under 19 2010 - Fase a gironi                                          | 0                                                                              |                                                                                |
| Totale                                                                         |                                                                                | Presenze                                                                       | 11                                                                             |                                                                                | Reti                                                                           | 0                                                                              |                                                                                |

| Cronologia completa delle presenze e delle reti in nazionale ― Italia under 17 | Cronologia completa delle presenze e delle reti in nazionale ― Italia under 17 | Cronologia completa delle presenze e delle reti in nazionale ― Italia under 17 | Cronologia completa delle presenze e delle reti in nazionale ― Italia under 17 | Cronologia completa delle presenze e delle reti in nazionale ― Italia under 17 | Cronologia completa delle presenze e delle reti in nazionale ― Italia under 17 | Cronologia completa delle presenze e delle reti in nazionale ― Italia under 17 | Cronologia completa delle presenze e delle reti in nazionale ― Italia under 17 |
| Data                                                                           | Città                                                                          | In casa                                                                        | Risultato                                                                      | Ospiti                                                                         | Competizione                                                                   | Reti                                                                           | Note                                                                           |
| ------------------------------------------------------------------------------ | ------------------------------------------------------------------------------ | ------------------------------------------------------------------------------ | ------------------------------------------------------------------------------ | ------------------------------------------------------------------------------ | ------------------------------------------------------------------------------ | ------------------------------------------------------------------------------ | ------------------------------------------------------------------------------ |
| 07-10-2008                                                                     | Calmasino                                                                      | Italia under 17                                                                | 3 – 1                                                                          | Azerbaigian under 17                                                           | Qual. Europeo under 17 2009                                                    | 0                                                                              |                                                                                |
| 09-10-2008                                                                     | Calmasino                                                                      | Italia under 17                                                                | 1 – 0                                                                          | Islanda under 17                                                               | Qual. Europeo under 17 2009                                                    | 0                                                                              |                                                                                |
| 12-10-2008                                                                     | Calmasino                                                                      | Francia under 17                                                               | 5 – 0                                                                          | Italia under 17                                                                | Qual. Europeo under 17 2009                                                    | 0                                                                              |                                                                                |
| Totale                                                                         |                                                                                | Presenze                                                                       | 3                                                                              |                                                                                | Reti                                                                           | 0                                                                              |                                                                                |

## Palmarès

### Club
- Coppa Italia: 2

Brescia: 2011-2012
Fiorentina: 2016-2017
- Campionato italiano: 1

Fiorentina: 2016-2017
- Campionato italiano di Serie B: 3

Florentia: 2017-2018
Napoli: 2022-2023
Lazio: 2023-2024